# Ben Hetherington
Ben Hetherington (Sedgefield, 9 augustus 1995) is een Engels wielrenner.

## Carrière
In 2016 werd Hetherington vierde op het nationale kampioenschap tijdrijden voor beloften, waar winnaar Scott Davies 37 seconden sneller was.
In 2017 behaalde Hetherington zijn eerste UCI-overwinning, toen hij in de vijfde etappe van de Ronde van Marokko het peloton tien seconden voor wist te blijven en solo als eerste finishte. Later dat jaar werd hij onder meer vijfde in het nationale kampioenschap tijdrijden voor beloften.

## Overwinningen
2015
Billy Warnock Memorial
2017
5e etappe Ronde van Marokko
2019
1e etappe Ronde van Marokko

## Ploegen
- 2017 –  Memil Pro Cycling[1]
- 2018 –  Memil CCN Pro Cycling
- 2019 –  Memil CCN Pro Cycling

Eefting · Hetherington · Josefsson · H. Kanerva · J. Kanerva · Moncorgé · Orr · Sizko · Tipper · Volkers